# Fondation d'entreprise Airbus
La fondation d'entreprise Airbus (anglais : Airbus Foundation) est la fondation d'entreprise de droit français du groupe aéronautique Airbus qui contribue au rapprochement de la recherche publique et privée et à la réalisation de projets scientifiques d’excellence. Elle poursuit également une action de mécénat « d’intérêt général » avec pour but d'affirmer son engagement sociétal et éthique dans le domaine des sciences, en particulier redonner le goût des sciences aux jeunes, susciter des vocations scientifiques et techniques et encourager la diffusion de la culture scientifique.

## Historique
La fondation est créée en décembre 2008 à l'initiative des filiales du groupe Airbus.

## Présentation
La fondation soutient la recherche académique selon trois axes : les prix scientifiques, le soutien de projets de recherche fondamentale, et la création de chaires universitaires de recherche et d'enseignement. 
La fondation décerne trois prix :
- Prix de la fondation Airbus Group (en association avec l'Académie des sciences)[3].
- Prix de la meilleure thèse : récompenser les meilleures thèses les mathématiques, les sciences de l'ingénieur, la physique, et la chimie.
- Prix Irène-Joliot-Curie (en collaboration avec le Ministère français chargé de l'Enseignement supérieur et de la Recherche depuis 2004) : promouvoir la place des femmes dans la recherche.

La fondation soutient une dizaine de projets de recherche fondamentale chaque année. Douze chaires de recherche et d'enseignement ont été créées par la fondation depuis sa création en partenariat avec divers établissements de recherches. La fondation Airbus Group a créé en 2009 des bourses d'excellence pour les élèves les plus méritants. Les boursiers sélectionnés sont issus de milieux modestes et ont été récompensés pour leurs excellents résultats scolaires et leur intérêt pour les matières scientifiques. La fondation soutient des actions de conservation du patrimoine aéronautique et spatial des sociétés qui ont contribué à former Airbus Group.